# Philomentosz
Philomentosz (1. század második fele) görög orvos
A metodikus iskola kiváló képviselője volt. Munkái elvesztek, de a bizánci kor orvosai, így Oribasziosz, Aetius, Trallészi Alexandrosz és Paulosz Aiginitész munkáiban több töredéke is fennmaradt. A belgyógyászaton kívül szülészettel is foglalkozott, Günaikeia című két kötetes munkája századokon át nagy becsben állt.